# Пасынково (Вологодский район)
Пасынково — деревня в Вологодском районе Вологодской области.
Входит в состав Кубенского сельского поселения, с точки зрения административно-территориального деления — в Кубенский сельсовет.
Расстояние по автодороге до районного центра Вологды — 41 км, до центра муниципального образования Кубенского — 11 км. Ближайшие населённые пункты — Белавино, Колбино, Колбино, Ивановское, Шаталово.
По данным переписи в 2002 году постоянного населения не было.